# قطعنامه ۱۸۵۲ شورای امنیت
قطعنامه ۱۸۵۲ شورای امنیت سازمان ملل متحد که در تاریخ ۱۷ دسامبر ۲۰۰۸ تصویب شد، سندی بین‌المللی دربارهٔ بررسی وضعیت خاورمیانه است. این قطعنامه طی نشست ۶۰۴۸ام با ۱۵ رای موافق، ۰ مخالف و ۰ ممتنع تصویب شد.